# Horst Holtfreter
Horst "Hotte" Holtfreter, även känd som Munspelsmannen, född 20 juni 1957 i Schwerin, Östtyskland (idag Tyskland), död 6 juni 2021 i Stockholm, var en hemlös gatumusikant och Stockholmsprofil. Hans begravning var i Trons kapell på Skogskyrkogården 6 augusti 2021.
Holtfreter var utbildad murare, och kom till Stockholm i augusti 2002. Efter att ha fått ett munspel av två kvinnor på julafton samma år har han där profilerat sig i egenskap av hemlös gatumusiker, känd för sitt excentriska och energiska munspelande, ofta med en radioapparat tryckt mot sitt vänstra öra. Holtfreter framträdde ofta kring eller på Sergels torg dagtid och vid Stureplan kvällstid, de senare åren sågs han främst kring Stureplan.  
I slutet av januari 2009 skickades Holtfreter åter till Berlin, där han tidigare bott i 14 år. Orsaken var en tvåårig utvisning efter att han hamnat i ett slagsmål. I Berlin har han framträtt kring Nollendorfplatz, och uppmärksammades i media vintern 2010 för ett igloo-liknande snöbygge han uppfört och bodde i. I slutet av november 2015 återvände Holtfreter till Stockholm. 
2006 gjordes en kortfilmsdokumentär om Holtfreter, Horst – munspelskungen, av serietecknaren David Liljemark med Lukas Moodysson som producent.
2006 släppte även rockgruppen Mando Diao låten "Good Morning, Herr Horst", som handlar om Holtfreter, på albumet Ode to Ochrasy. Låten utgavs som singel i Tyskland, Holtfreters hemland.
Sidan "Munspelsmannen" på Facebook har haft nära 22 000 gilla-markeringar; i augusti 2018 hade den över 17 000 gilla-markeringar.